# 湘南台 (藤沢市)
湘南台（しょうなんだい）は、神奈川県藤沢市にある地名。現行行政地名は湘南台一丁目から湘南台七丁目。住居表示未実施区域。藤沢市北部の中心的な地区である。

## 地理
藤沢市の北東部に位置する。相模野台地上の境川と引地川に囲まれた標高30m〜50m程度の地域である。台地上にあるため、川沿いを除き起伏は大きくない。
藤沢市の区画整理事業として住宅街および市街地として計画されたため、湘南台駅を中心に全域に市街地と住宅街が広がる。
地域の中央やや西よりを小田急江ノ島線が、中央やや東よりを国道467号線（藤沢町田街道）が南北に平行に走る。また江ノ島線と直行する形で、相鉄いずみ野線と横浜市営地下鉄ブルーラインが地域内の地下を通って湘南台駅に乗り入れている。

### 河川
- 境川
- 引地川

### 地価
住宅地の地価は、2023年（令和5年）1月1日の公示地価によれば、湘南台4丁目2番17の地点で29万6000円/m2となっている。

## 歴史

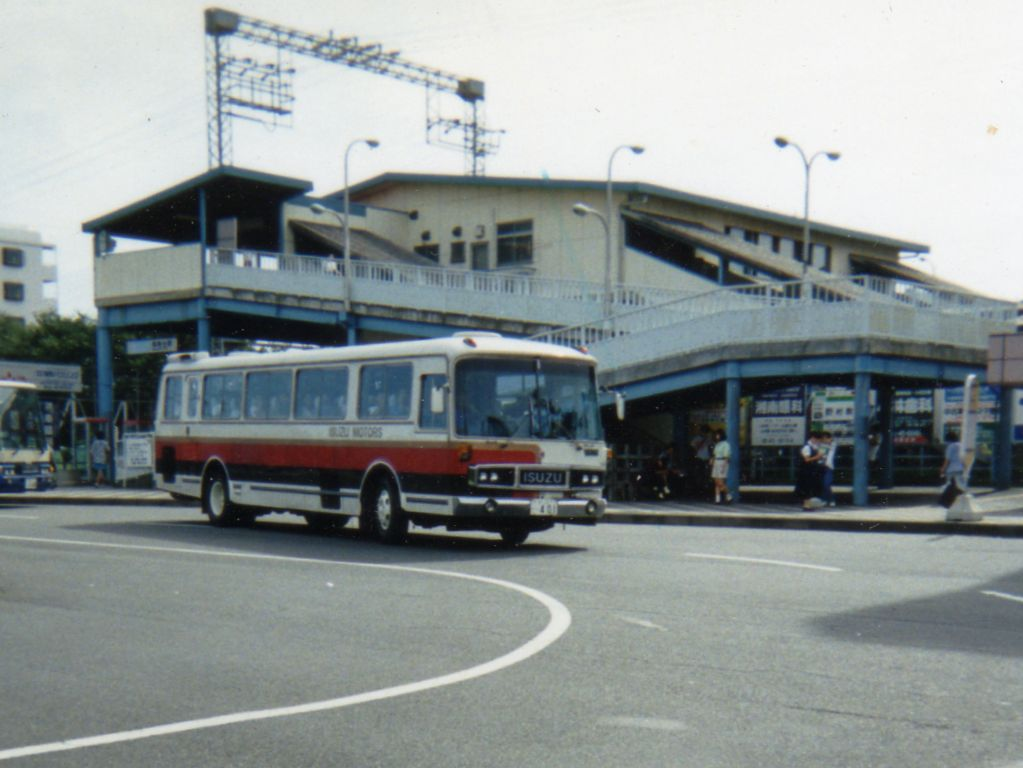
1988年当時の湘南台駅

湘南台としての歴史は比較的浅く、藤沢市が戦後策定した北部第一土地区画整理事業に始まる。
現在の湘南台にあたる地域は円行、亀井野、今田、下土棚といった旧六会村の複数の地区にまたがる領域であり、一つのまとまった地域して捉えられるようになったのは区画整備事業後である。現在の地名の「湘南台」も小田急江ノ島線湘南台駅の駅名が先であり、古くからのものではない。
湘南台にあたる地域は全域が相模国高座郡に属していた。
平安時代末期から鎌倉時代初期にかけて藤沢市北部周辺には大庭御厨と渋谷荘の2つの荘園が成立している。現在の湘南台にあたる部分は旧円行・下土棚などは渋谷荘であり、大庭御厨との境に近い渋谷荘であったと考えられている。
戦国時代以前には亀井野村から今田村が分村したようである。廃藩置県後に現在の湘南台を含む広い地域に六会村が成立している。
藤沢市北部では北に位置する長後が古くから宿場町として発展しており、現在のような発展はすべて湘南台駅開設・区画整備事業後のことである。

### 沿革
- 1962年 (昭和37年) - 北部第一地区区画整備事業の施行区域設定[7]。
- 1964年 (昭和39年) - 北部第一土地区画整理事業着手。
- 1966年 (昭和41年) - 藤沢市円行字四つ辻付近に、小田急江ノ島線湘南台駅開設[7]。
- 1976年 (昭和51年) - 湘南台公園開設[10]。
- 1984年 (昭和59年) - 北部第一土地区画整理事業完了[7]。住居表示が実施され、円行の北東部・今田の北西部が、湘南台と命名された。
- 1986年 (昭和61年) - 藤沢市総合市民図書館竣工[11]。
- 1989年 (平成元年) - 湘南台文化センター完成。
- 1999年 (平成11年) 3月 - 相鉄いずみ野線が湘南台駅乗り入れ[7]。
- 1999年 (平成11年) 8月 - 横浜市営地下鉄（現・横浜市営地下鉄ブルーライン）乗り入れ[7]。
- 2005年 (平成17年) - 湘南台駅西口・慶応大学間に連節バス（神奈川中央交通のツインライナー）による急行バスが設定。

## 世帯数と人口
2023年（令和5年）9月1日現在（藤沢市発表）の世帯数と人口は以下の通りである。
| 丁目         | 世帯数     | 人口     |
| ------------ | ---------- | -------- |
| 湘南台一丁目 | 2,486世帯  | 4,375人  |
| 湘南台二丁目 | 2,729世帯  | 4,493人  |
| 湘南台三丁目 | 1,445世帯  | 2,615人  |
| 湘南台四丁目 | 2,712世帯  | 5,667人  |
| 湘南台五丁目 | 1,730世帯  | 3,381人  |
| 湘南台六丁目 | 1,509世帯  | 3,203人  |
| 湘南台七丁目 | 1,688世帯  | 3,234人  |
| 計           | 14,299世帯 | 26,968人 |

### 人口の変遷
国勢調査による人口の推移。
| 年                 | 人口   |
| ------------------ | ------ |
| 1995年（平成7年）  | 20,440 |
| 2000年（平成12年） | 21,183 |
| 2005年（平成17年） | 23,823 |
| 2010年（平成22年） | 24,499 |
| 2015年（平成27年） | 24,912 |
| 2020年（令和2年）  | 25,826 |

### 世帯数の変遷
国勢調査による世帯数の推移。
| 年                 | 世帯数 |
| ------------------ | ------ |
| 1995年（平成7年）  | 8,932  |
| 2000年（平成12年） | 9,441  |
| 2005年（平成17年） | 11,009 |
| 2010年（平成22年） | 11,740 |
| 2015年（平成27年） | 12,245 |
| 2020年（令和2年）  | 13,324 |

## 事業所
2021年（令和3年）現在の経済センサス調査による事業所数と従業員数は以下の通りである。
| 丁目         | 事業所数    | 従業員数 |
| ------------ | ----------- | -------- |
| 湘南台一丁目 | 340事業所   | 4,144人  |
| 湘南台二丁目 | 389事業所   | 3,789人  |
| 湘南台三丁目 | 65事業所    | 697人    |
| 湘南台四丁目 | 71事業所    | 572人    |
| 湘南台五丁目 | 80事業所    | 862人    |
| 湘南台六丁目 | 41事業所    | 348人    |
| 湘南台七丁目 | 44事業所    | 646人    |
| 計           | 1,030事業所 | 11,058人 |

### 事業者数の変遷
経済センサスによる事業所数の推移。
| 年                 | 事業者数 |
| ------------------ | -------- |
| 2016年（平成28年） | 1,030    |
| 2021年（令和3年）  | 1,030    |

### 従業員数の変遷
経済センサスによる従業員数の推移。
| 年                 | 従業員数 |
| ------------------ | -------- |
| 2016年（平成28年） | 11,068   |
| 2021年（令和3年）  | 11,058   |

## 交通
湘南台自体が藤沢市北部の工業地域（いすゞ自動車藤沢工場、桐原工業団地）の開発と一体で開発された事、また慶應義塾大学・文教大学・多摩大学のキャンパスの最寄りとなるため、地域外も含めて湘南台駅が中心となっている。

### 鉄道
- 小田急江ノ島線 - 湘南台駅
- 相鉄いずみ野線 - 湘南台駅
- 横浜市営地下鉄ブルーライン - 湘南台駅

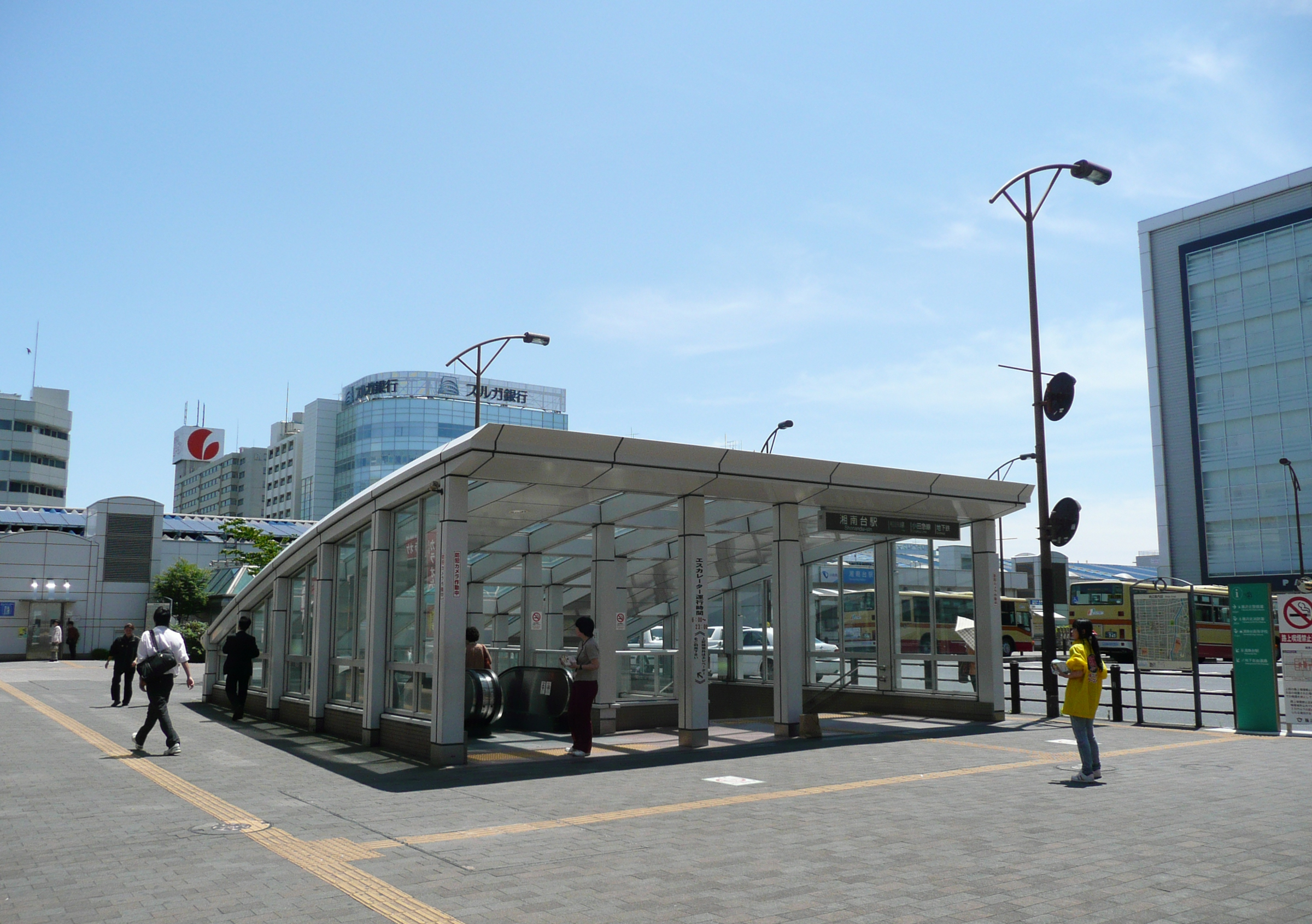
湘南台駅西口

湘南台駅は3線乗り入れ、内2線はターミナル駅である。詳しくは湘南台駅の頁を参照。

### バス
- 神奈川中央交通

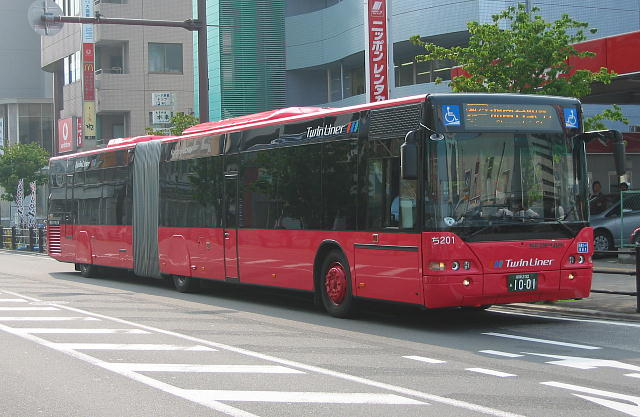
湘南台駅西口と慶応大学間を運行する急行バス・ツインライナー

  - 一部の例外はあるが担当営業所で湘南台駅前乗り場が二分されており、駅東西で利用できる路線は大きく異なる。
    - 湘南台駅東口発着路線: 主に戸塚営業所
    - 湘南台駅西口発着路線: 綾瀬営業所、藤沢営業所、茅ヶ崎営業所

### 道路
- 国道467号線
- 土棚石川線
- 善行長後線
- 高倉円行線

などなど、、、

### 橋梁
- 湘南台大橋
- 湘南台橋
- 引地橋
- 柳橋
- 円行新橋

## 施設

### 公共施設
- 湘南台文化センター
  - 市民シアター
  - 湘南台市民センター
  - こども館
- 藤沢市総合市民図書館
- 藤沢市北消防署

### 教育機関
- 藤沢市役所 ひまわり児童クラブ
- 広田幼稚園
- 藤沢市役所 湘南台保育園
- 湘南台幼稚園
- 藤沢市立湘南台小学校
- 藤沢市立湘南台中学校

### 公園
- 湘南台公園
- 円行公園
- 原谷公園
- 四ツ辻公園
- 渋谷原公園
- 大塚戸公園

### 郵便局・銀行
- 湘南台駅前郵便局
- 藤沢今田郵便局
- みずほ銀行 湘南台支店
- スルガ銀行 湘南台支店
- 横浜銀行 湘南台支店
- 静岡銀行 湘南台支店
- きらぼし銀行 湘南台支店
- 横浜信用金庫 湘南台支店
- 城南信用金庫 湘南台支店

### 病院
- 湘南第一病院
- 湘南台中央医院

### スーパー・大型商業施設

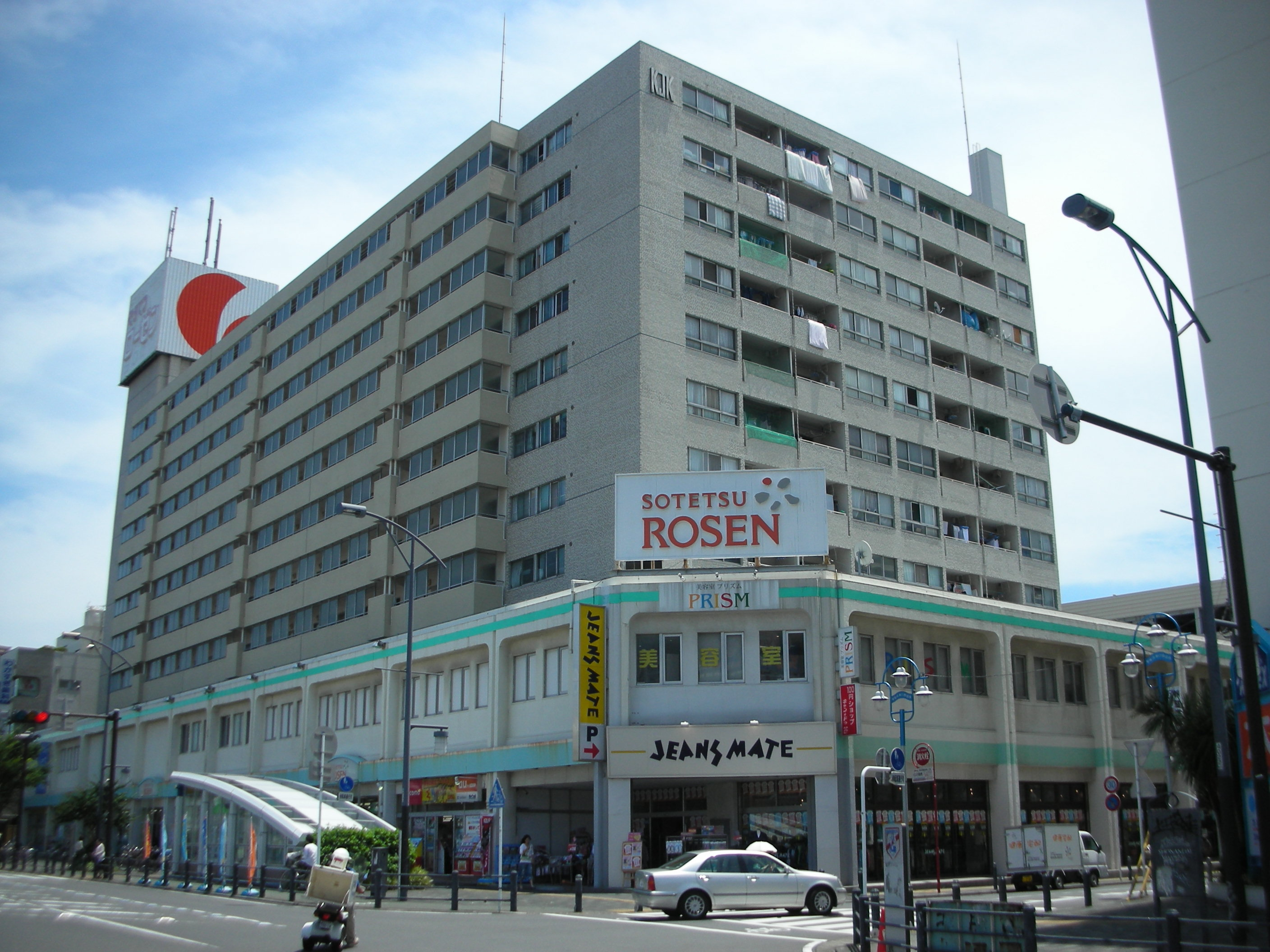
そうてつローゼン湘南台店

- ダイエー湘南台店
- そうてつローゼン湘南台店
- ザ・ダイソー百円館藤沢湘南台店
- 業務スーパー石黒湘南台店
- 湘南台ウエストプラザ
  - ビッグパワー 新鮮湘南台市場
- 小田急マルシェ湘南台(東口駅ビル)
- イトーヨーカドー ザ・プライス湘南台店
- サンドラッグ湘南台一丁目店
- ヴィクトリア湘南台店
- ユニクロ湘南台店
- カメラのキタムラ 藤沢・湘南台店

なお、湘南台地区以外であるが湘南台の名を付ける施設が周辺に多数存在する。

## 名所・史跡

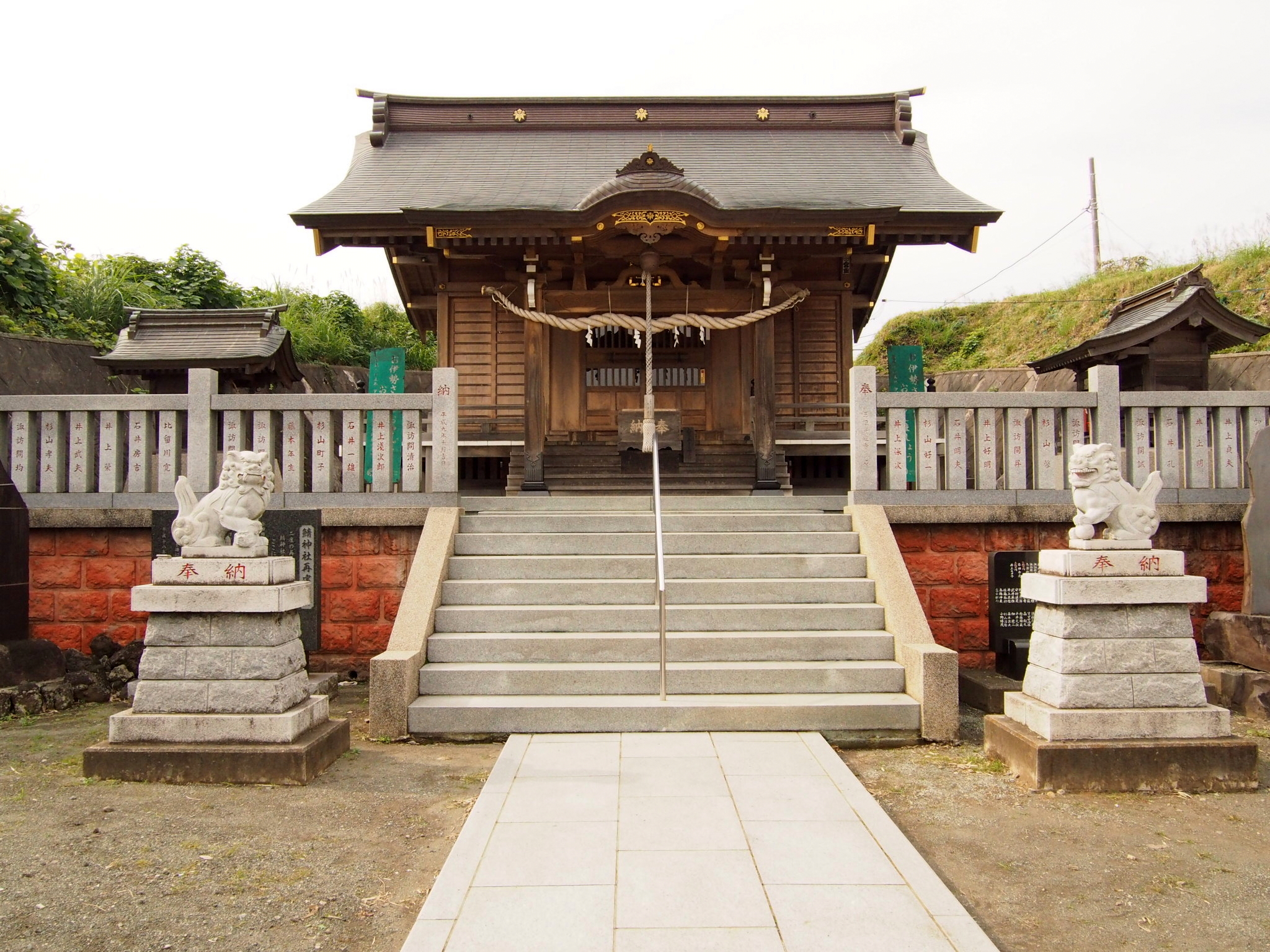
今田鯖神社
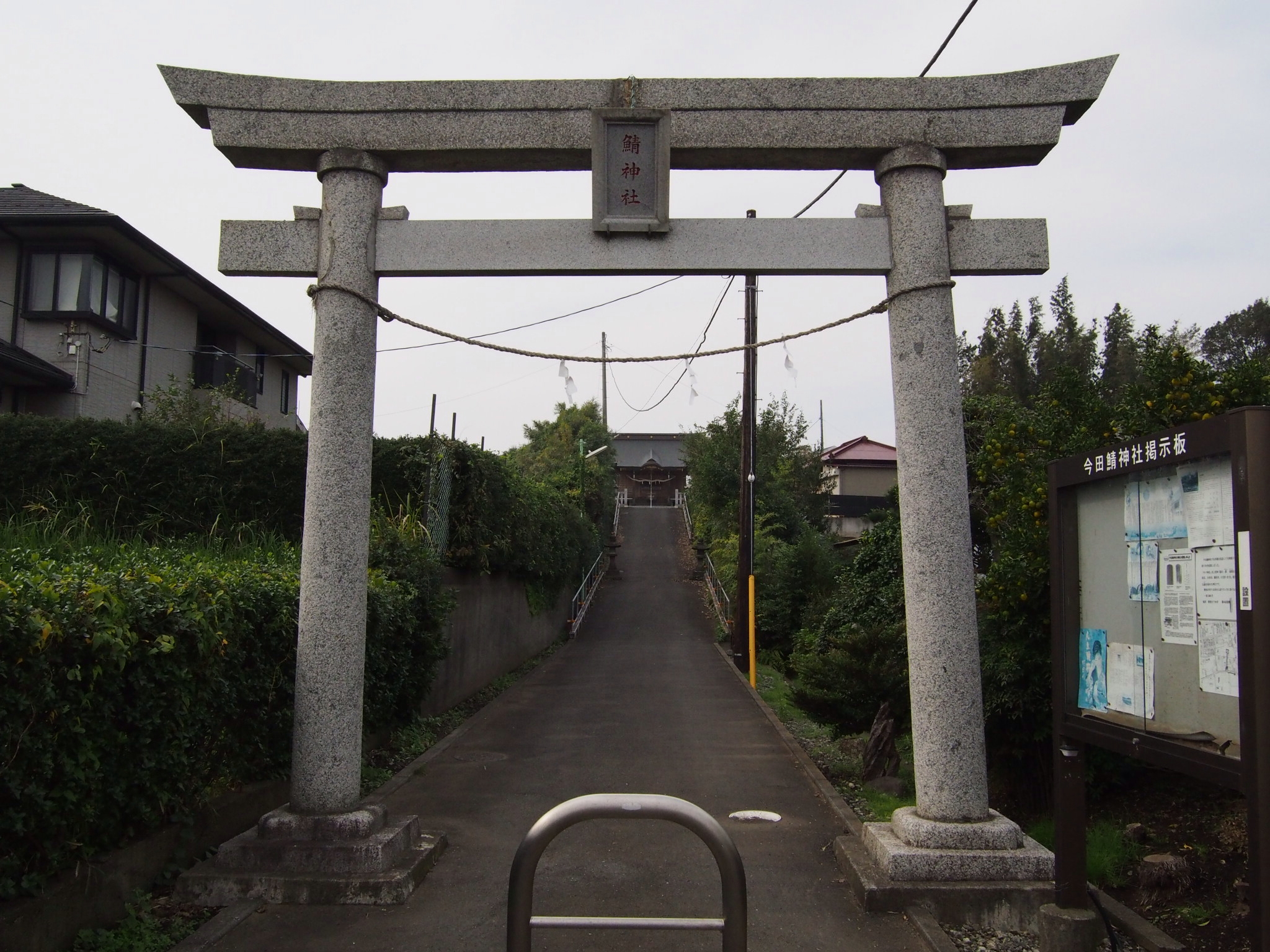
円行八幡宮
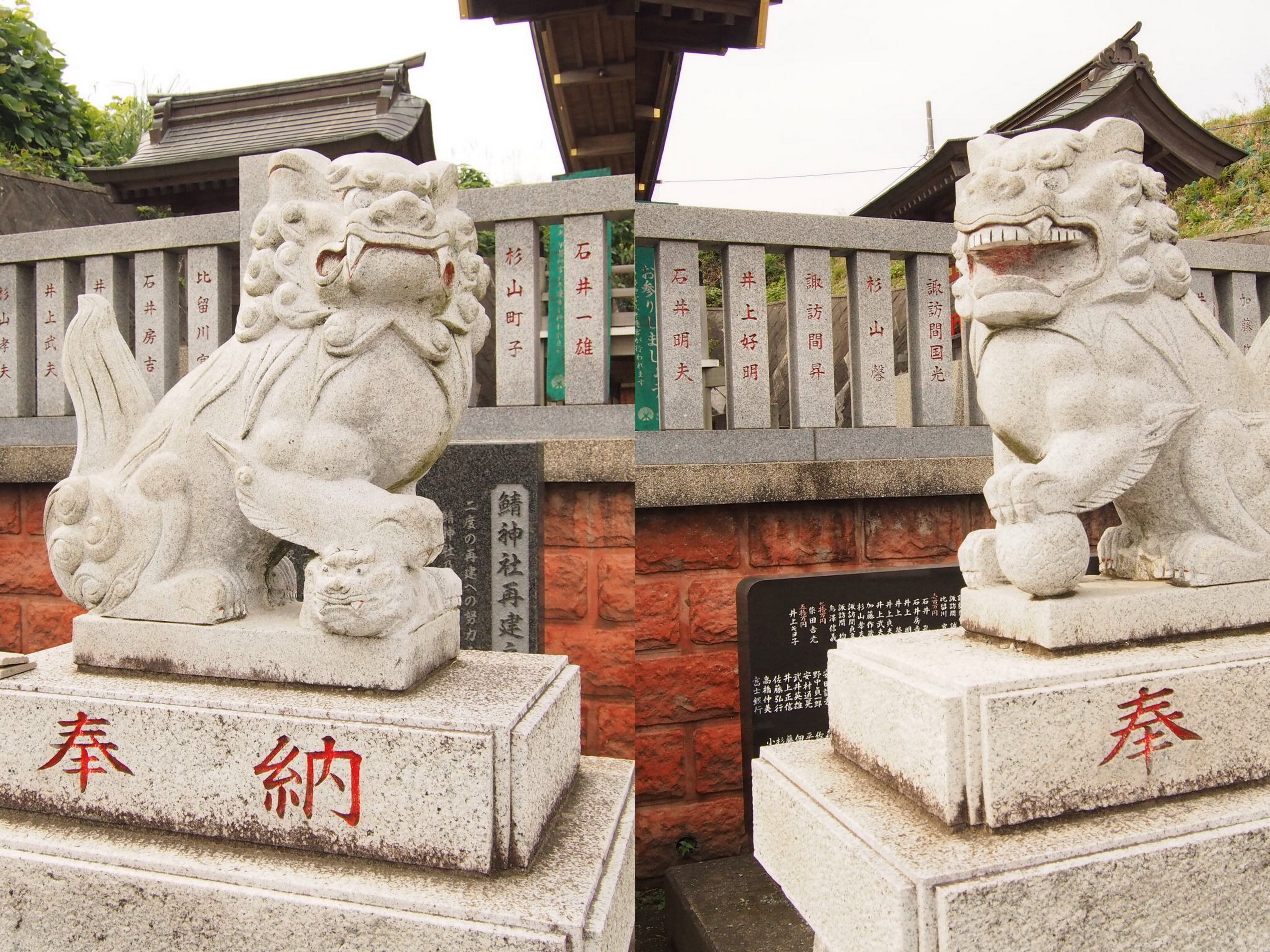
No.106遺跡
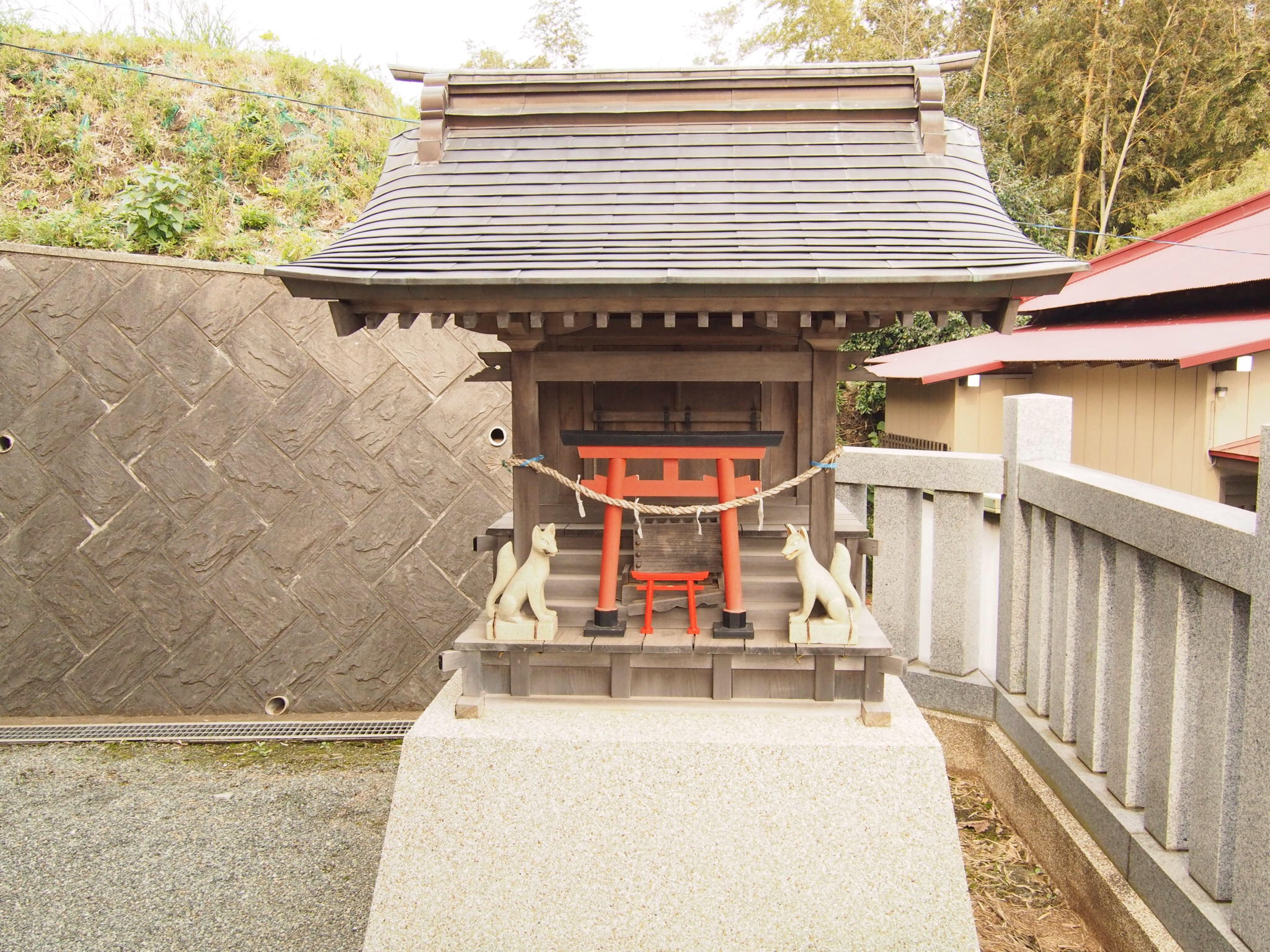
梅田稲荷

- 今田鯖神社
- 今田鯖神社 鳥居
- 今田鯖神社 狛犬
- 今田鯖神社 式内社 稲荷神社

## その他
湘南台地区には「湘南台」の名を冠したバス停が点在するが「湘南台」バス停は当地区ではなく同市羽鳥（明治地区）に位置する。これは湘南台地区誕生以前から羽鳥の一部で呼ばれていた地名であり、当該地区には「湘南台町内会」が現存している。

### 日本郵便
- 郵便番号 : 252-0804[3]（集配局 : 藤沢北郵便局[21]）。